# カメレオン科
カメレオン科（カメレオンか、Chamaeleonidae）は、爬虫綱有鱗目に分類される科。

## 概説
トカゲの仲間に含まれる群ではあるが、一般に独自のものとして認識されている側面がある。これは以下のような特徴がよく知られているためである。
- 体色変化が得意で、背景の色に溶け込んで姿を見つけるのが難しい。
- 両方の目をそれぞれ別々に動かすことが出来る。
- 尾を巻くことが出来、また四足の指がクランプ状になっていて、木の枝につかまることが出来る。
- 舌を伸ばして虫を捕る。

もっとも最初の特徴は必ずしも正しくなく、体色変化は種によって範囲が決まっているし、その変化も必ずしも環境だけによるわけでなく、個体の状態や感情によっても変化する。
一般的な関心が高く、ペットとして飼育されることもあるが、飼育は容易ではない。

## 分布
サハラ砂漠を除くアフリカ大陸、アラビア半島南部、インド、スリランカ、パキスタン、マダガスカルおよびその周辺のコモロなどの諸島。

## 形態
最長種はウスタレカメレオンで、全長69センチメートル。体型は側扁し、重心が枝の上からずれずにバランスを取るのに役立つと考えられている。全身の鱗は小型で、皮骨板や腹面の鱗に皮膚腺の出る孔がない。体色を瞬時に変化させることができるが、種により変化する色には限度がある。保護色の意味合いもあるが、変色する要素は主に生理的・心理的要因が大きい（例:興奮する、交尾を拒否する、体温を上昇させるなど）。視覚だけではなく、皮膚が直接反応し変色する（体の一部を覆い強い光をあてると覆った部分のみ変色する・眼を覆っても同様の結果が得られる）。
後頭部に隆起（冠、冠突起、カスク）があり、頭頂部の線状の隆起（頭頂稜）やその側部の隆起（側頭稜）からなる。眼は大型で円錐形。瞼は癒着し、鱗で覆われる。左右の眼を別々に動かすことができ、前方の獲物に対し立体視することもできる。カルンマカメレオン属のように頸部から肩にかけて左右にそれぞれ皮膚の膜（後頭葉、フラップ、ローブ）で覆われる種もいる。尾は細く、多くの種でものに巻きつけることができる（ナマクアカメレオン、ヒメカメレオン属などは尾が短いため物に巻きつける力が弱いか物に巻きつけることができない）。尾は自切しない。
四肢は細長い。趾指は5本だが、前肢は内側の3本の指と外側の2本の指、後肢は内側の2本の趾と外側の3本の趾が癒合し二股になっている。これにより木の枝を掴むことができる。趾指の先には爪があり、枝に食い込ませることで体を支えることができる。肩の作りが特殊なため、恐竜のような絶滅動物と比較されることも多い。

## 分類
系統的にはアガマ科に近縁とされる。最古の化石記録は、ドイツのバーデン＝ヴュルテンベルク州から産出した中新世のものである。
1986年に肺や半陰茎の形態などから以下の2亜科6属に分ける説が提唱され、近年まで主流とされていた。
1. ヒメカメレオン亜科 Brookesinae（ヒメカメレオン属・クチボソヒメカメレオン属） - 尾長は頭胴長よりも短い。皮膚の表面に突起がある種が多い。肺に隔壁がない。半陰茎の構造が2重構造、半陰茎の基部に襞がない。
2. カメレオン亜科 Chamaeleoninae（カメレオン属・ツノカメレオン属・フタヅノカメレオン属・ナジカンべカメレオン属・カレハカメレオン属・チビオカレハカメレオン属・コダイカメレオン属・カルンマカメレオン属・ハチノスカメレオン属・フサエカメレオン属） - 尾長は頭胴長よりも長い。皮膚の表面はなめらか。肺に隔壁がある。半陰茎の構造が4重構造で、半陰茎の基部に萼片状の襞がある。

分類と和名は上原(2022)に従う。
- カメレオン属(ナミカメレオン属) Chamaeleo - エボシカメレオン・ディレピスカメレオンなど
- ツノカメレオン属(ミツヅノカメレオン属) Trioceros[11] - ジャクソンカメレオン・メラーカメレオンなど
- ハチノスカメレオン属(コビトカメレオン属) Bradypodion
- フタヅノカメレオン属 Kinyongia[12]
- ナジカンべカメレオン属 Nadzikambia[12]
- カレハカメレオン属 Rhampholeon
- チビオカレハカメレオン属 Rieppeleon（カレハカメレオン属から分割）[13]
- コダイカメレオン属(トラフカメレオン属) Archaius[14]
- カルンマカメレオン属 Calumma - パーソンカメレオンなど
- フサエカメレオン属 Furcifer - パンサーカメレオン・ボタンカメレオン・ミノールカメレオン・ラボードカメレオンなど
- ヒメカメレオン属 Brookesia
- クチボソヒメカメレオン属 Palleon（ヒメカメレオン属から分割）[15]

## 生態
ほとんどは樹上性で、地上を歩行するのはうまくない。ヒメカメレオン類やナマクアカメレオンは地表棲で、後者は砂漠に生息する。動きは緩怠で木の葉などに擬態する効果もあると考えられ、驚いた際に四肢を樹上から離し自ら下の樹上や地表に落下する種もいる。オス同士では角を突き合わせる、噛みつくなどして争う。
主に昆虫を食べるが、大型種は鳥類や哺乳類も食べる。エボシカメレオンは補助的に葉や果実などの植物質も摂取する。
繁殖様式は主に卵生だが、胎生の種もいる。
ラボードカメレオンは、約9か月間を卵で過ごした後、孵化して2か月で成熟して繁殖し、4-5か月で死ぬ。これは2008年時点で知られている四肢動物としては最も短い寿命といわれる。

## 人間との関係
開発による生息地の破壊、ペット用の乱獲などにより生息数が減少している種もいる。コノハカメレオン属を除いた全ての属が属単位でワシントン条約に掲載され、ロゼッタカメレオンはワシントン条約附属書Iに掲載されている。
ペットとして飼育されることもあり、日本にも輸入されている。主に野生個体が流通するが、一部の種では飼育下繁殖個体も流通する。

### ペットとして
カメレオンは珍奇な姿、興味深い習性などもあってペットとしての需要はかなり高い。しかしながら、飼育はかなり困難であり、その配慮すべきポイントはかなり独特である。
かつては飼育がきわめて困難であるとの認識があり、『「飼うべき生き物でない」「繁殖はおろか長期飼育すら難しい」と言われてきた』ものであるが、その後飼育法が次第に確立し、現在ではそこまで言われることはない。
カメレオン飼育の困難さは、一般の爬虫類飼育の苦労とはかなり異なるところにある。以下にそのいくつかを紹介する。
- 生き餌しか食べないこと。生きた昆虫を常時確保する必要がある。慣れれば肉などを食べるものもおり、またエボシカメレオンなどは植物質も食べるが、ほとんどのものは生きて動くものを与える必要がある。しかも、同一のものだけを与えていると飽きて食べなくなったり栄養バランスが崩れたりしやすい。これはヨーロッパイエコオロギなどが餌昆虫として導入されたことで大きく解消されてはいる。
- 容器から水を飲まないものが多い。動くものしか認識しないのは水にも適用され、葉の表面できらめく水滴や水面が揺らめいているものからしか飲まない。従って、水を与えるためには霧吹きするか、しずくが常時垂れるような装置をつけるか、あるいは水を入れた容器にエアレーションをしかけ、動かすなどの工夫が必要となる。これらは他の樹上性爬虫類を飼育する際に共通する部分もあるが、カメレオンは水不足になると、舌を伸ばして餌を捕らえるのが難しくなるので、他の爬虫類より水の欠乏が深刻な問題となりやすい。しかし稀に，容器に入れた止水を飲む個体もいる。一般に動いた水しか飲まないと言われることから、たまたま物覚えの良い個体が水場の位置を覚えたものと思われる。
- 環境の管理が難しい。熱帯性の動物であるため、耐寒性が低いのは当然であるが高温にも弱いものが多い。さらに高地に生息する種の場合、多湿かつ通風性を確保し、なおかつ低温で飼育することが求められる。いずれにせよ、日本の気候では年間を通じてエアコン稼働が望ましい。また、上から見下ろされるとストレスを感じるので飼育者の目の高さ以上に設置する必要がある。またカメレオンから見えるところに他の個体、別のペット、餌昆虫などが見えるとそれもストレスになる。

### 名称について
カメレオンという語はギリシャ語の khamai （地上）と leon （ライオン）とされ、おそらく頭部周辺の発達した形状や体を膨らませて威嚇する様子をライオンに見立てたものとされる
漢字では「避役」と書く。これは、古代中国でカメレオンと同じく姿を消すことができるとされた幻獣の「避役」が由来となっている。なお、中国では「避役」の他に「変色竜（繁体字: 變色龍、簡体字: 变色龙）」とも呼ばれる。

### 文化的側面
目立つ特徴があること、それに1種はヨーロッパにも分布することから古くから広く知られ、関心を持たれてきた。枝の上でじっと動かず、目だけを動かして周囲を観察する様から賢者に喩えられることもある。錬金術等では熟慮や賢者のシンボルとされた。また、カメレオンがデザインされたopenSUSEというPC用のOSも無償で公開されている。体色が大きく変化することから、変幻著しいことをカメレオンに喩えることもある（ピカソ、ストラヴィンスキーなど）。
16世紀には星座として「カメレオン座」が追加された。この星座は現在も88星座の一つとして残っている。
主にアフリカに伝わるカメレオンに関する神話がある。おおよそ次のような筋である。

遥か遠い昔、まだ人間の運命が決められていなかった頃、天と地を支配する最高神が、カメレオンとトカゲを呼び、「神の言葉」を地上の人間に伝えるように命じた。
カメレオンには、人間に「お前達は永遠に生きることが出来る」と伝えるように。
トカゲには、人間に「お前達は必ず死が訪れる」と伝えるように。
カメレオンとトカゲは、神の使いとして地上の人間に「神の言葉」を伝えるべく出発したが、途中でカメレオンは寄り道をしてしまった。
カメレオンが人間の元に辿り着いたときには、すでにトカゲが「神の言葉」を人間に告げてしまっていた。
それから人間はいつか必ず死が訪れる運命になった。
—アフリカの先住民族「ズールー族」に伝わる神話より
このように、カメレオンは、本来は人間に不死をもたらす存在のはずが、結果として、人間に死をもたらす存在として、語られている。（バナナ型神話も参照）

## 体色変化
2015年3月10日、スイスのジュネーヴ大学に属する研究者チームが発表した研究論文がイギリスの科学誌「ネイチャー・コミュニケーションズ」に掲載され、その体色変化の原理が解明された。
ジュネーヴ大チームによれば、多くの体色を変化させる動物の大半は色素胞（しきそほう）の一種、黒色素胞で色素メラニンを調整して体色の明暗を調整しているため色の純度は変化できても色調の変化はできない。しかしカメレオンの場合はこの色素胞のすぐ下にある「虹色素胞」と呼ばれる細胞層内部で透明ナノ物質の光結晶が体色を調整していることが判明した、と述べている。そして、この虹色素胞の調節は瞬時に行うことが可能で、体色を即座に切り替えることができる。
また、カエルなどカメレオンと同じく単独の虹色素胞を持つ両生類と異なり、カメレオンは皮膚表層と深層で2つの虹色素胞層を持ち、深層の虹色素胞内結晶が赤外線を反射することで断熱の役割を果たしている。

### 素材開発
アメリカ・エモリー大学は2019年9月11日、直射日光によって色の変化を引き起こすナノ物質の生成に成功したことを、同日付で学術誌ACS Nanoに掲載された研究論文の中で発表した。この色を変化する薄膜（スマートスキン）は色変化に際して体積が変化しないため、迷彩服や塗料、化学センサーなどありとあらゆる製品の材料として利用できる可能性がある。
2019年時点の開発素材ではまだカメレオンと同様に周囲の環境に応じて色変化を実現することは不可能で、この原因としてカメレオンはおそらく皮膚の内部に光を感知する機構を持っている可能性があり、これを工学的に再現しようとする場合、複雑な光学の仕組みが必要となり実用化に至っていない。
またイギリスのケンブリッジ大学でも同様に素材開発の試みが行われており、こちらではポリマー核に覆われた油内の微小水滴に金のナノ粒子を詰め込み、油温を変化させることでナノ粒子の密集・拡散を調整し色を変化させる「人工色素胞」を実現した。